# ماركو بايكساو
ماركو بايكساو (بالبرتغالية: Marco Paixão‏) هو لاعب كرة قدم برتغالي في مركز الهجوم، ولد في 19 سبتمبر 1984 في Sesimbra ‏ في البرتغال. لعب مع سبارتا براغ وشلوسك فروتسلاو وكولتورال ليونيسا وليخيا غدانسك ونادي بورتو ونادي سسيمبرا ونادي غيخيليو ونادي نفط طهران وهاميلتون أكاديميكال.

## وصلات خارجية
- ماركو بايكساو على موقع اتحاد تركيا (لاعب) (الإنجليزية)
- ماركو بايكساو على موقع قاعدة بيانات كرة القدم.إي يو (الإنجليزية)
- ماركو بايكساو على موقع Soccerbase.com (لاعب) (الإنجليزية)
- ماركو بايكساو على موقع Soccerway.com (الإنجليزية)
- ماركو بايكساو على موقع عالم كرة القدم.نت (الإنجليزية)
- ماركو بايكساو على موقع AS.com (الإسبانية)